# أوتو هاردويك
أوتو هاردويك (بالإنجليزية: Otto Hardwick) هو عازف جاز أمريكي، ولد في 31 مايو 1904 في واشنطن العاصمة في الولايات المتحدة، وتوفي بنفس المكان في 5 أغسطس 1970.

## وصلات خارجية
- أوتو هاردويك على موقع ميوزك برينز (الإنجليزية)
- أوتو هاردويك على موقع أول ميوزيك (الإنجليزية)
- أوتو هاردويك على موقع ديسكوغز (الإنجليزية)